# Torreón de Talcahuano
El Torreón de Talcahuano es una antigua torre ubicada en uno de los accesos a la Base Naval «El Morro», perteneciente a la Armada de Chile, en la comuna chilena de Talcahuano, en la Región del Biobío. 

## Historia

### Origen
La edificación, fue construida en ladrillo y su fecha se estima entre el siglo XVIII y XIX, y cuya funcionalidad aún no está establecida. Sobre su origen y fecha de construcción existen dos teorías.
La primera es que fue una torre defensiva, por su forma típica de uso militar, la cual se mantuvo en pie como la única estructura que formó parte de las ruinas de una antigua fortificación, que a su vez formaba parte del sistema de fuertes del Biobío, construidos por los conquistadores españoles durante el Chile colonial. De acuerdo al arqueólogo y antropólogo de la Universidad de Concepción, Pedro Andrade Martínez, figura en los mapas de las fortificaciones del siglo XVIII.
La segunda teoría propuesta por el historiador Armando Cartes, es que perteneció al sistema ferroviario de la ciudad durante el siglo XIX, donde según los registros expuestos por el experto, se ubicaba el estanque de agua y la tornamesa ferroviaria en la época de la locomotora de vapor, por lo que podría haber servido como una atalaya para fines de seguridad.

### Redescubrimiento
En septiembre de 2020, un equipo de jardinería del Departamento de Aseo y Ornato de la Municipalidad de Talcahuano, realizó una poda total sobre una enredadera que se encontraba a las afueras de la «Puerta de Los Leones», como se le conoce a uno de los accesos de la base naval, debido a las esculturas con forma de león que se ubican como ornamentación. Como resultado de los trabajos, la torre, la cual se desconocía su existencia hasta esa fecha, quedó totalmente al descubierto.
Luego de su redescubrimiento, contó con la visita en terreno del alcalde de la comuna, Henry Campos, junto a la seremi del Ministerio de las Culturas, las Artes y el Patrimonio, Carolina Tapia, en compañía de un equipo de profesionales del Consejo de Monumentos Nacionales, con el propósito de iniciar las labores de conservación y restauración.